# Nancy Garapick
Nancy Ellen Garapick (ur. 24 września 1961 w Halifaksie) – kanadyjska pływaczka, dwukrotna brązowa medalistka olimpijska z Montrealu.
Zawody w 1976 były jej jedynymi igrzyskami olimpijskimi. Zdobyła srebro na dystansie 400 m stylem zmiennym. Była dwukrotną brązową medalistką mistrzostw świata w 1975, na 100 i 200 metrów stylem grzbietowym, w 1978 zdobyła medal w sztafecie. Była wielokrotną medalistką igrzysk panamerykańskich w 1979. Zdobyła srebro na dystansie 200 metrów stylem zmiennym i w sztafecie 4 × 100 metrów stylem zmiennym. Była trzecia na dystansie 100 i 200 metrów motylkiem oraz w na 400 metrów stylem zmiennym. 